# Faha
Faha ist ein Ortsteil der Gemeinde Mettlach im Landkreis Merzig-Wadern (Saarland). Bis Ende 1973 war Faha eine eigenständige Gemeinde. Der Ort liegt auf dem Saargau.

## Geschichte
768 schenkte Bischof Angilram von Metz die Villa Faho der Abtei Gorze. Im 12. Jahrhundert sind in Urkunden des Erzbistums Trier die Edelfreien von Vah erwähnt. Ihre Turmhügelburg (Motte) lag etwa 600 Meter nordwestlich des heutigen Ortskerns. Die Herren von Vah waren in späterer Zeit auch Burgmannen auf der Burg Montclair. Ihre Spur verlor sich im 14. Jahrhundert. Der Ort Faha war jahrhundertelang im Besitz von Kurtrier.
In Faha wurde ein Grabstein gefunden, der einem solchen in der Kirchenburg von Heltau in Siebenbürgen entspricht. Daher verbinden Archäologen die Zuwanderung Siebenbürger Sachsen mit dem Ort Faha.
Am 1. Januar 1974 wurde Faha in die Gemeinde Mettlach eingegliedert.
Der Ort war immer landwirtschaftlich geprägt.